# 呑兵衛和尚
吞兵衛和尚（のんべえおしょう、1967年 - ）は日本のライトノベル作家、ゲームデザイナー。北海道札幌市在住。
また、久条 巧（くじょう たくみ）名義でTRPG『退魔戦記シリーズ』、『銀河開拓史 ギャラクティックアーク』のメインデザイナーなども担当している。
小説投稿サイトの『小説家になろう』にて、『ネット通販から始まる、現代の魔術師』、『異世界ライフの楽しみ方』を連載中（2024年11月時点）。

## 経歴
1967年、北海道に生まれる。

## 著作
ネット通販から始まる、現代の魔術師
いずみノベルズ（インプレスR&D）
1. 2021年
2. 2021年
3. 2021年
4. 2022年
5. 2023年
6. 2023年
7. 2024年
8. 2024年
9. 2024年

型録通販から始まる、追放令嬢のスローライフ
アルファポリス
1. 2023年
2. 2024年
3. 2024年

エアボーンウイッチ～異世界帰りの魔導師は、第1空挺団に所属しました
いずみノベルズ（インプレスR&D）
1. 2024年

久条巧 名義
- ASURAシステム（コスモエンジニアリング（現・クラウドゲート））
  - 退魔戦記
    - 基本ルールブック（1992年）
    - マスタースクリーン（1992年）
    - エキスパートセット「十二魔将」（1992年）
    - サプリメント「鬼霧雨」（1993年） - 監修担当

  - 阿修羅fantasy（1992年） - 華仙教大国デザイン担当
  - 銀河開拓史 ギャラクティックアーク
    - 基本ルールブック（1995年）